# Вікіпедія мовою кечуа
Вікіпедія мовою кечуа (кеч. Qhichwa Wikipidiya) — розділ Вікіпедії мовою кечуа. Створена у 2003 році. Вікіпедія мовою кечуа станом на 26 березня 2025 року містить 24 128 статей, 31 933 зареєстрованих користувачів, 47 активних дописувачів, 1 адміністратора
. Загальна кількість сторінок у Вікіпедії мовою кечуа — 58 019, редагувань — 676 089, мультимедійні файли відсутні
. Глибина (рівень розвитку мовного розділу) Вікіпедії мовою кечуа мала і становить 23 пункти
. 

## Історія
- Травень 2006 — створена 100-та стаття[3].
- Грудень 2006 — створена 1 000-на стаття[3].
- Березень 2009 — створена 10 000-на стаття[3].
- Квітень 2010 — створена 15 000-на стаття[4].